# Ivalo
 For alternative betydninger, se Ivalo (flertydig). (Se også artikler, som begynder med Ivalo)
Ivalo er et grønlandsk navn. Bærere af navnet:
- Prinsesse Josephine – Kronprins Frederiks fjerde barn, hvis fulde navn er Josephine Sophia Ivalo Mathilda.
- Julie – sangerinde fra Grønland, hvis fulde navn er Julie Ivalo Broberg Berthelsen.
- Bebiane Ivalo Kreutzmann – dansk skuespillerinde med grønlandske aner, hvis fulde navn er Bebiane Ivalo Kreutzmann.

Andet
- Ivalo (by) – en by i Finland, i Laplands len